# Tone Lapajne
Tone Lapajne, slovenski kipar in slikar, * 16. junij 1933, Ljubljana, † 12. maj 2011.
Lapajne, ki je živel in ustvarjal v Ljubljani, je začel je svojo umetniško pot kot kipar, kasneje pa se je bolj posvetil slikarstvu. Pred 25 leti se je na Ljubljanskem barju srečal pri svojem slikanju z barjansko zemljo in se vanjo zaljubil. Od tedaj je raziskoval in našel preko petdeset različnih barvnih tipov zemlje, jih sušil, drobil, mešal s plastiko in z njimi izdelal celo serijo slik s skupnim imenom Zemlja. Uporabil je tudi blato in motive iz Sečoveljskih solin.
Tone Lapajne rojen 16. 6. 1933 v Ljubljani, je od 1951 obiskoval Šolo za oblikovanje jo zaključil 1956, ter istega leta vpisal študij kiparstva na Ljubljanski Akademiji za likovno umetnost (1956 -1961 pri prof. Borisu Kalinu in prof. Karlu Putrihu ), 1961 diplomiral, nato vpisal specialko pri prof. B. Kalinu 1962 - 1964 in zaključil študij 1965 kot "Kipar - specialist". Med študijem je prejel: 1951 Prešernovo nagrado za študente ALU in Odkupno nagrado ALU, Ljubljana za najboljše delo v letu 1961 , ter 1963 I. nagrado za kiparstvo na Bienalu jugoslovanskih likovnih akademij Ljubljane, Zagreba in Beograda v Beogradu za skulpturo "Skupina 1." 1966 je študijsko potoval v Francijo, 1968 je bil v Angliji in se študijsko izpopolnjeval še na potovanjih po Belgiji, Nizozemski, Nemčiji, Italiji .. Od leta 1965 naprej je delal kot svobodni umetnik. 1969 je prejel Nagrado za sceno (Arrabal : Arhitekt in Asirski cesar) na Festivalu malih in eksperimentalnih odrov, Sarajevo. Razstavljal je s skupino BE-54 in bil član skupine Neokonstruktivisti (1968 - 1972). Ustvarjal je sprva v betonu in železu, kasneje mu je postal bližji les. 1977 prejel nagrado Prešernovega sklada za razstavo kipov v Mali galeriji Ljubljana. Je tudi avtor devetih javnih monumentalnih skulptur: 1967 - Forma viva Maribor " Sožitje" beton 600 x 420 x 160 cm. 1971 - Kiparski simpozij Prilep - Makedonija, "Strukturni objekt" les 250 x 90 cm (v Skopju). 1972 - Forma viva Kostanjevica na Krki "Sožitje",les 540 x 450 x 350 cm. 1973 - Šmohor (Hermagor) - Avstrija "Bilka" , les, 700 x 150 cm. 1975 - Kiparski simpozij Zreče, "Utrip", les, 700 x 500 cm. 1981 - Kiparski simpozij Vrhnika, " Barjanec" , les, 550 x 250 cm . 1982 - Kiparski simpozij Ribnica, " Domačija" , les, 250 x 110 cm. 1984 - Kiparski simpozij Vrhnika, "Barjan in Barjanka",les,270 x 225 x 470 cm. 1990 - Vrhnika, "Orač", les, 60 x 25 cm.
Po letu 1975 se je uveljavil tudi kot slikar, z akrilnimi barvami in z lastnim izvirnim slikarskim materialom: Barjansko zemljo, nanešeno na juto, kasneje na platno, ki mu je postala tehnološko in formalno oblikotvorno slikarsko sredstvo izražanja.
Imel je več kot 70 samostojnih razstav in sodeloval na več kot 40 skupinskih razstavah doma in v tujini. 1991 je prejel Nagrado mesta Ljubljana in istega leta tudi odkupno nagrado na 10. Jesenskem salonu v Banja Luki- BIH . 1997 Odkupna nagrada na XXII Mednarodnem slikarskem extemporu v Piranu, Obalne galerije Piran. 2005 - prejemnik Grand Prix XL Mednarodnega slikarskega Ex-tempora - Obalne galerije Piran. 2007 - Nagrada Vela d'oro della critica / Zlato jadro po izboru kritike), 52. Rassegna internationale di Pittura Premio Marina di Ravenna - Italia.
Od leta 2004 do leta 2009 je bil vsakoletni stalni povabljeni udeleženec večpredstavnostnih delavnic v Krajinskem parku Sečoveljskih solin "Genius loci Lera ", v organizaciji Obalnih galerij Piran, kjer je kot donator podaril KPSS 17 slik vel.: 130 x 107 cm izdelanih na šestih delavnicah iz : solinskega blata, soli in okoliških zemelj.
Svojo slikarsko pot je zaključil z monumentalnim ciklusom 9 slik "Zemlja v nebu" vel. 300 x 240 cm v tehniki: zemlje na platnu v letu 2007, razstavljenim v kazematah na Ljubljanskem gradu in leta 2010 v razstavišču Monfort v Portorožu.
http://www.youtube.com/watch?v=VVUbmGbUTsw
Njegova dela hranijo muzeji in galerije: Moderna galerija Ljubljana, Galerija Prešernovih nagrajencev v Kranju, Galerija Miklova hiša, Mestna galerija Velenje, Obalne galerije Piran, KPSS - Krajinski park Sečovelske soline, Galerija v Marini di Ravenna-Italija, galerija v Šmohorju - Avstrija, galerije v Beogradu, Skopju, Sarajevu in Budvi. Mestni muzej in galerije mesta Ljubljana so pripravili slikarjevo retrospektivo in monografijo v jeseni 2016.